# W. Wesley Peterson
William Wesley Peterson, Ph.D. ( 22 de abril de 1924, Muskegon, Míchigan – 6 de mayo de 2009) fue un matemático y científico computacional estadounidense. Fue conocido por inventar el método de comprobación de redundancia cíclica, por cuya investigación fue galardonado con un Premio Japón en 1999.
Peterson fue profesor de Ciencias de la computación de la Universidad de Hawái en Manoa. Coescribió varios libros sobre códigos de corrección de errores, incluyendo la 2.ª edición revisada de: Código de Corrección de Errores (coautoría con E. J. Weldon). 
Además hizo investigaciones y publicaciones en los campos de lenguajes de programación, programación de sistemas y redes. Además del Premio Japón, ha ganado el Premio Claude Shannon en 1981 y la medalla Centenaria de IEEE en 1984.
El Dr. Peterson finalizó 16.º en la Maratón 2005 de Honolulu para varones de 80 a 84. Falleció el 6 de mayo de 2009 en Honolulu, Hawái.